# Ippoliti (famiglia)

Variante dello stemma Ippoliti

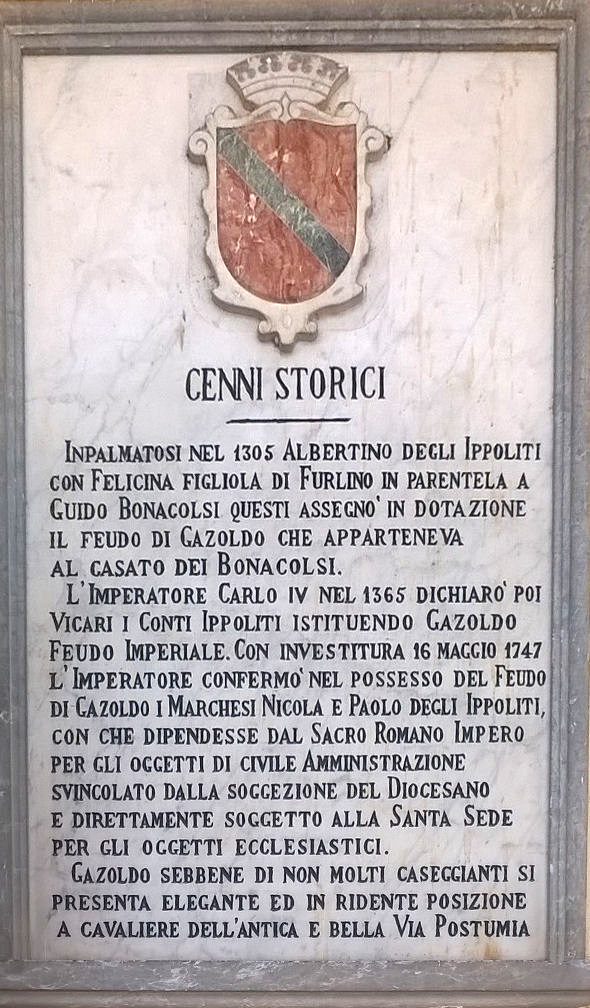
Gazoldo degli Ippoliti, lapide alla famiglia Ippoliti.

Ippoliti, nobile e antica famiglia mantovana risalente all'XI secolo. Originaria del Lazio, ebbe come capostipite un Sant'Ippolito che venne martirizzato a Roma nell'anno 261. In seguito alcuni componenti della famiglia fuggirono e ripararono nel nord Italia, acquisendo vaste proprietà terriere nelle zone di Novi e Campagnola, in Emilia. Nel XIII secolo divennero proprietari di possedimenti nella zona di Suzzara, dominio del vescovo di Mantova. Alcuni componenti della famiglia si dedicarono alle manifatture della lana. A Mantova possedevano diversi palazzi e fecero parte dell'aristocrazia comunale.
Nel 1305 Albertino Ippoliti sposò Felicina Bonacolsi, figlia di Selvatico, dei signori di Mantova, portando in dote ricchi possedimenti terrieri nel mantovano. Questi comprendevano anche il Feudo di Gazoldo, confermato feudo imperiale il 20 dicembre 1354 dall'imperatore Carlo IV di Boemia. Albertino ricevette il titolo comitale e divenne il capostipite del ramo della famiglia che resse il feudo sino al 1796.
Nella capitale del feudo che da loro prese il nome, Gazoldo degli Ippoliti, possedevano anche una zecca, aperta nel 1590 e chiusa dopo alcuni anni dall'imperatore Rodolfo II d'Asburgo a causa delle continue contraffazioni.

## Illustri componenti della famiglia
Molti componenti della famiglia si distinsero nelle cariche pubbliche e diversi furono funzionari e cortigiani al servizio dei Gonzaga.
- Guido Ippoliti (1225-1292), noto come Guido da Suzzara, giurista, docente nel 1260 all'Università di Modena[3], capostipite del ramo che dominerà il feudo di Gazoldo
- Albertino Ippoliti, figlio di Guido, sposò nel 1305 Felicina Bonacolsi, figlia di Selvatico, dei signori di Mantova, portando in dote ricchi possedimenti terrieri che comprendevano anche il feudo di Gazoldo, confermato feudo imperiale il 20 dicembre 1354 dall'imperatore Carlo IV di Boemia
- Ippolito Ippoliti (?-1438), stabilitosi a Mantova nel 1382, fu eletto membro del consiglio comunale nel 1407
- Tebaldo Ippoliti (XV secolo), imparentatosi coi Gonzaga sposando nel 1450 Emilia Gonzaga
- Ippolito Ippoliti (?-1456), consigliere del comune di Mantova
- Fabiano Ippoliti (?-1478), podestà di Goito
- Galeotto (Galeazzo) Ippoliti (XV secolo), militare e capitano di Francesco II Gonzaga, ucciso nella battaglia di Fornovo del 1495 contro i francesi
- Paolo Ippoliti (XVI secolo), nel 1592 fu al servizio del duca di Mantova Vincenzo I Gonzaga
- Francesco I Ippoliti (XVI secolo), fu paggio imperiale alla corte boema. Contrasse numerosi debiti e nel 1592 impiantò una zecca propria che coniò monete false dello Stato Pontificio
- Mattia Ippoliti (XVI secolo), ricoprì la carica di commissario capitano  generale delle caccie del duca Vincenzo I
- Ercole Ippoliti (XVI secolo), militare, servì in armi il duca Vincenzo I
- Annibale Ippoliti (XVI secolo), letterato ed amico personale del poeta Torquato Tasso
- Ridolfo Ippoliti (XVII secolo), ambasciatore nel 1628 alla corte di Francia per il duca di Mantova Carlo I di Gonzaga-Nevers
- Rizzardo Ippoliti (XVII secolo), Cavalerizzo Maggiore, e ministro alla corte del decimo duca di Mantova Ferdinando Carlo di Gonzaga-Nevers
- Teresa Ippoliti (XVII secolo), dama di corte del duca Ferdinando Carlo Gonzaga[4]
- Francesco Ippoliti (XVIII secolo), generale di cavalleria del Duca di Mantova  durante la sua Campagna Turca
- Nicola Maria I Ippoliti (XVIII secolo), poeta, fu decurione della città di Mantova e direttore dell'Accademia delle Belle Arti
- Nicola Maria II Ippoliti (1770-?), letterato, sposò la nobile mantovana Anna Arrivabene e ricoprì la carica di direttore provinciale della pubblica istruzione mantovana
- Carlo Maria Ippoliti (XVIII secolo), cavaliere commendatore dell'Ordine di Santo Stefano, fu l'ultimo feudatario del feudo di Gazoldo.

## Arma
D'azzurro alla banda d'oro alias Di rosso alla banda d'oro.

## Genealogia essenziale
- Omodeo
  - Albertino (?-1221)
    - Baldassarre
    - Guidone "Rabie" (?-1293)
      - Giovannino
      - Albertino
      - Ippolito (?-1321)
        - Turlino
          - Albertino II
          - LUCIA MONDELLA